# Missbrauch von Ausweispapieren

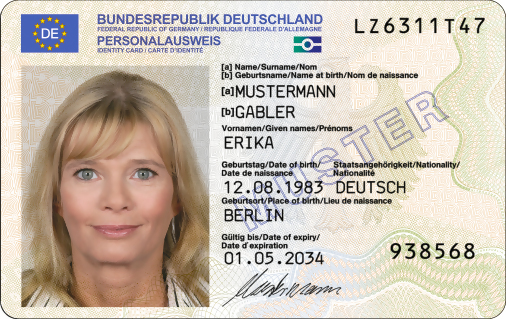
Deutscher Personalausweis (2024)

Der  Missbrauch von Ausweispapieren ist in Deutschland gemäß § 281 des Strafgesetzbuches (StGB) ein Vergehen, welches mit Freiheitsstrafe bis zu einem Jahr oder Geldstrafe bestraft wird. 

## Wortlaut
Der Wortlaut des § 281 StGB lautet:

## Tatbestand
Im 23. Abschnitt des Strafgesetzbuches sind diese Delikte geregelt, deren Rechtsgut im Allgemeinen die Sicherheit und Zuverlässigkeit des Rechtsverkehrs ist. Der Missbrauch von Ausweispapieren gehört im weiteren Sinne zu den Fälschungsdelikten im Rechtsverkehr (§§ 267–282 StGB).
Geschützt werden soll die Sicherheit des Rechts- und Beweisverkehrs bezogen auf die Benutzung von Ausweispapieren. Ausweispapiere, Zeugnisse und andere Urkunden sind Papiere, die dem Nachweis der Identität oder persönlicher Verhältnissen dienen sollen und von einer hoheitlichen Stelle ausgestellt sind. Dies sind z. B. Personalausweise, Pässe, Führerscheine, Schüler- und Studentenausweise, Behindertenausweise, Reisegewerbekarten, Kraftfahrzeugpapiere, schulische und universitäre Abschlusszeugnisse, polizeiliche Führungszeugnisse. Jedoch sind nur solche privaten Urkunden einschlägig, die eine Ausweisfunktion übernehmen können, weil sie etwa ein Lichtbild, Angaben zur Person und eine vor dem Aussteller geleistete Unterschrift enthalten. Exemplarisch: privater Dienstausweis, Scheck oder Kreditkarten erfüllen dagegen nicht die erforderlichen Identifizierungskriterien. Fälschungen scheiden als Tatobjekte aus; wer sie gebraucht, macht sich ggf. nach § 271 Abs. 2 StGB (Mittelbare Falschbeurkundung) strafbar. Der Gebrauch eines Ausweispapieres liegt vor, wenn er in seiner Funktion als Ausweis einem anderen der sinnlichen Wahrnehmung zugänglich gemacht wird. Das Überlassen ist die Übertragung der Verfügungsgewalt derart, dass der Empfänger das Ausweispapier gebrauchen kann.
Bezüglich aller objektiven Tatbestandsmerkmale gilt wenigstens der Eventualvorsatz (dolus eventualis). Die Veränderung von amtlichen Ausweisen ist in Deutschland gemäß § 273 StGB ein Vergehen.